# Cabeza de barangay
Cabeza de barangay – stanowisko w strukturze władzy Filipin w okresie panowania kolonialnego imperium hiszpańskiego.
Odpowiadało współczesnemu stanowisku kapitana barangayu. Powstało z intencją wytworzenia podporządkowanych Hiszpanom władz lokalnych. Jednocześnie było obsadzane przedstawicielami rodzimej arystokracji, w tym krewnymi dawnych, przedhiszpańskich władców. Nie pomijano też w procesie nominacyjnym potomków bogatych rodzin kreolskich, w tym osób chińskiego pochodzenia. Zajmujący je człowiek kierował podstawową jednostką podziału administracyjnego kolonii. Do jego zadań należało mobilizowanie zasobów na rzecz robót publicznych organizowanych przez administrację i przez parafie katolickie, pobór podatków czy ściąganie nałożonego na ludność trybutu. Współpracował w tym zakresie z gobernadorcillem. Często zresztą sam zostawał później tym właśnie urzędnikiem. W XIX wieku jedynie przywódcy barangayu mieli czynne i bierne prawa wyborcze podczas powoływania gobernadorcilla. Rozszerzono je dopiero na mocy tak zwanego dekretu Maury (1893), na kilka zaledwie lat przed wybuchem rewolucji filipińskiej.
Piastującym to stanowisko, z uwagi na ich użyteczność dla władz kolonialnych, przysługiwało wiele przywilejów. Zwolnieni byli z płacenia podatków oraz obowiązku uiszczania trybutów. Zarówno oni, jak i ich rodziny byli wyłączeni z uczestnictwa w programach robót publicznych. Ich kadencja trwała nie krócej niż trzy lata. Korzyści materialne wiązane z tym stanowiskiem mogły zostać przyznane dożywotnio, jeśli zainteresowany zgodził się na przedłużenie swojej posługi do przynajmniej dziesięciu lat. Przywódcom barangayu przysługiwał dodatkowo hiszpański tytuł honorowy don.
Stanowisko piastowali niektórzy z działaczy niepodległościowych zaangażowanych później w walkę z hiszpańskim reżimem kolonialnym, na przykład późniejszy generał Isidoro Torres. Również Emilio Aguinaldo, pierwszy prezydent Filipin, na samym początku swojej kariery był przywódcą barangayu.